# Nicholas Denton
Nicholas Denton, född 1991, är en australisk skådespelare.
Denton har bland annat medverkat i TV-serien Dangerous Liaisons. Han har även medverkat i filmen Jones Family Christmas.

## Filmografi (i urval)
- 2022 – Dangerous Liaisons (TV-serie)
- 2023 – Jones Family Christmas